# Brachygalea albolineata
Brachygalea albolineata är en fjärilsart som beskrevs av Blachier 1905. Brachygalea albolineata ingår i släktet Brachygalea och familjen nattflyn. Inga underarter finns listade i Catalogue of Life.